# Sutton upon Derwent
Sutton upon Derwent är en ort och civil parish i Storbritannien.   Den ligger i kommunen East Riding of Yorkshire och riksdelen England, i den centrala delen av landet, 270 km norr om huvudstaden London. Sutton upon Derwent ligger 9 meter över havet och antalet invånare är 594.
Terrängen runt Sutton upon Derwent är mycket platt. Runt Sutton upon Derwent är det ganska tätbefolkat, med 139 invånare per kvadratkilometer. Närmaste större samhälle är York, 11,5 km väster om Sutton upon Derwent. Trakten runt Sutton upon Derwent består till största delen av jordbruksmark.